# Astrid da Suécia
Astrid da Suécia (Estocolmo, 17 de novembro de 1905 — Küssnacht am Rigi, 29 de agosto de 1935), foi a esposa do rei Leopoldo III e Rainha Consorte da Bélgica de 1934 até sua morte no ano seguinte.
Sua conduta e sua trágica morte fizeram-na a rainha mais popular em toda a história da Bélgica. A cidade de Astrid (hoje Butare), em Ruanda, foi nomeada a partir dela.

## Família e educação
Filha mais jovem do príncipe Carlos, Duque da Gotalândia Ocidental e da princesa Ingeborg da Dinamarca, Astrid nasceu em Estocolmo. Seus padrinhos foram: o rei Óscar II da Suécia (seu avô paterno) e o rei Frederico VIII da Dinamarca (seu avô materno). Ela tinha duas irmãs, Marta e Margarida, e um irmão, Carlos. Marta tornou-se consorte do então príncipe-herdeiro da Noruega, o futuro Olavo V, mas não chegou a se tornar rainha.
Astrid foi educada com bastante liberdade. Seus pais desejavam criar seus filhos como crianças burguesas e não como membros da realeza. Assim, ela aprendeu a coser, cozinhar e tratar de crianças. A princesa até mesmo frequentou um curso de puericultura na universidade feminina de Uppsala.
Uma ávida leitora e esportista, Astrid costumava ir com suas irmãs em hospitais para visitar enfermos. Ela, pessoalmente, preferia conversar com crianças doentes.

## Casamento

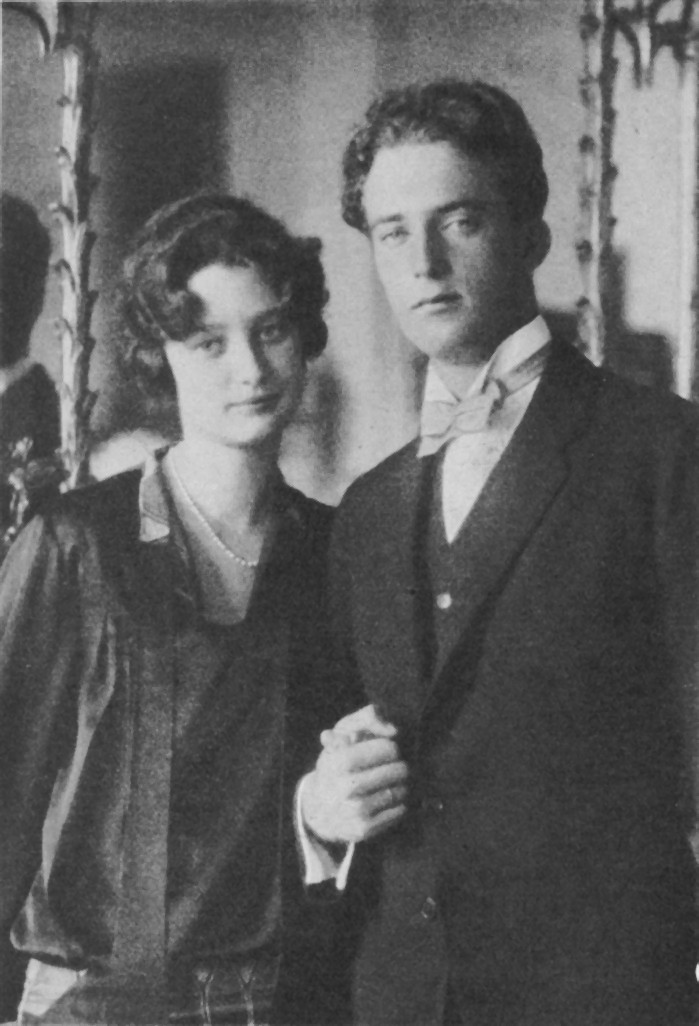
Astrid no dia de seu noivado, com Leopoldo.

Astrid conheceu seu futuro marido, Leopoldo, então duque de Brabante, em um dos vários encontros entre as famílias reais europeias, em março de 1926.
Decorrido algum tempo, eles sentiram-se ainda mais atraídos um pelo outro e ficaram noivos. Ela tinha então vinte anos e Leopoldo, vinte e quatro. Havia também a diferença religiosa: a princesa era luterana e o príncipe, católico.
A cerimônia civil ocorreu em 4 de novembro de 1926, em Estocolmo, na presença dos reis da Suécia, da Bélgica, Dinamarca, Noruega e de vários nobres europeus. Durante a cerimônia religiosa, em 10 de novembro, Astrid e seu pai foram levados em um deslumbrante barco chamado Fylgia até a Bélgica. Seu vestido branco, com uma cauda de dez metros, e o clima da Suécia deram-lhe o apelido de "Princesa das Neves". Um diadema segurava seu véu na cabeça.
A princesa chegou ao cais da Antuérpia, onde foi recebida com um beijo na face por seu noivo, em meio aos aplausos da multidão. Foram então levados até a Basílica de Santa Gúdula, em Bruxelas. O casal fixou residência em uma parte do Castelo Real de Laeken, chamada Belle Vue.
Rapidamente, a princesa conquistou a Bélgica com sua beleza e generosidade. Ela teve que aprender língua flamenga e melhorar seu francês, por serem as duas línguas oficiais do país.
Eles tiveram três filhos:
- A princesa Josefina Carlota, depois grã-duquesa de Luxemburgo (1927-2005); Com descendência;
- O rei Balduíno I dos belgas (1930-1993); Sem descendência;
- O rei Alberto II dos belgas (1934-); Com descendência.

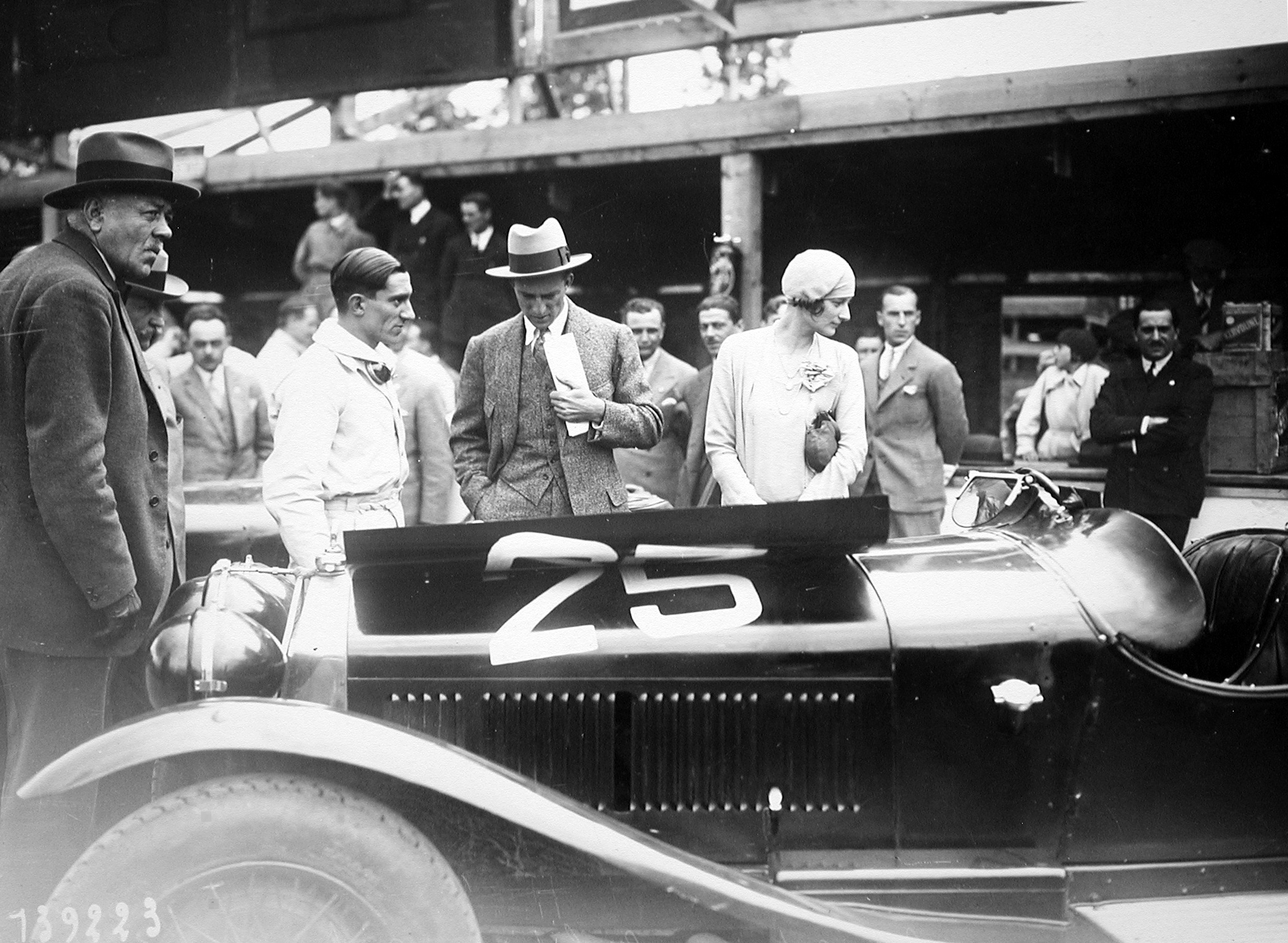
Astrid e Leopoldo em visita a Alfa Romeo.

Astrid decidiu educar seus filhos da mesma maneira que seus pais fizeram, com liberdade e afeto, com o mínimo dos protocolos. Ela foi vista frequentemente passeando com seus três filhos pelos jardins de Bruxelas.
O duque e a duquesa de Brabante realizaram diversas viagens, entre elas ao Congo, às Índias Holandesas e à Ásia meridional. Em 1932, o casal visitou a Indochina francesa e as Filipinas. Passavam seus momentos de lazer normalmente na Suíça, afirmando serem os "condes de Réthy" para passarem despercebidos.

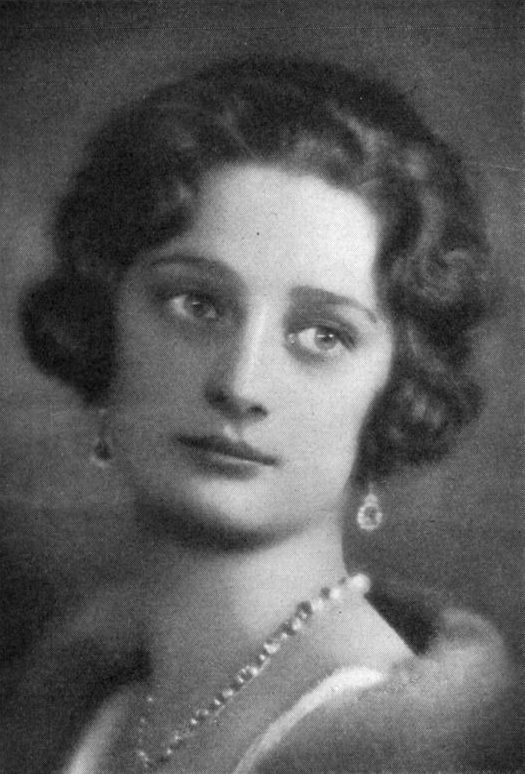
Astrid, duquesa de Brabante em 1926.

Em fevereiro de 1934, durante uma de suas estadias, Astrid soube que seu sogro, o rei Alberto I, morrera praticando alpinismo, perto de Namur.

## Rainha dos belgas
Astrid adquiriu ainda mais popularidade entre os belgas quando se tornou rainha. Passou a ser mais vista, saudando e conversando com as pessoas nas ruas. Preocupada com obras sociais, a rainha regularmente fazia visitas a creches. Durante as crises de desemprego, protegia os menos afortunados, normalmente familiares de mineiros, pedindo donativos, entregues ao Palácio. Contudo, nem todos da sociedade viam com bons olhos o trabalho de Astrid, chamando-a de "rainha dos operários".
Em 1935, inaugurou-se a Exposição Internacional de Bruxelas, na qual o rei, agora Leopoldo III, comprou o último modelo de um Packard descapotável.

## Morte

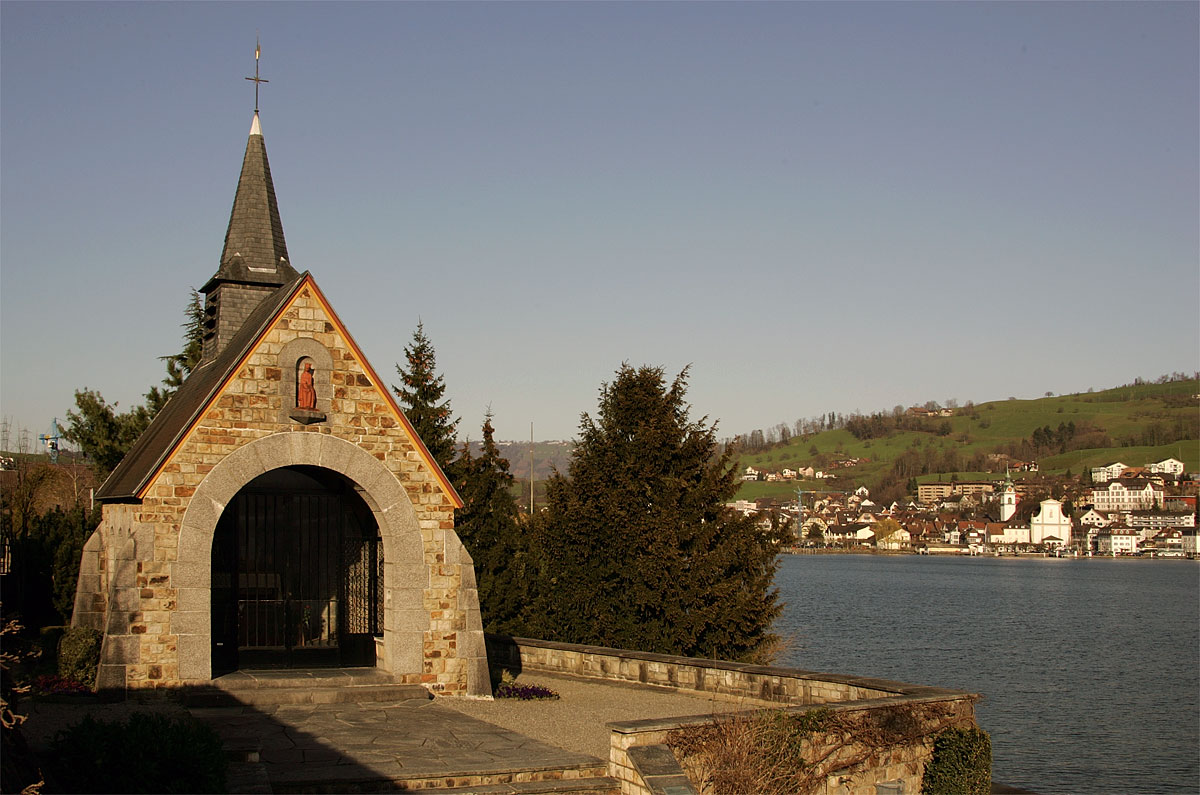
A capela em Küssnacht, Suíça.

Em agosto de 1935, em mais um momento de lazer, Astrid e Leopoldo III instalaram-se em Küssnacht am Rigi, na Suíça, com os filhos e os empregados. Em 29 de agosto, o casal real resolveu ir para as montanhas junto com os amigos, que estavam em outro carro. O rei dirigia seu Packard, com a esposa ao seu lado e uma dama de companhia e o motorista no banco de trás.
Astrid segurava um mapa para mostrar ao marido os locais em que gostaria de parar para admirar a paisagem. Contudo, a rainha, virando-se para o marido para mostrar-lhe um ponto, distraiu-o por um momento, fazendo Leopoldo perder o controle do automóvel e bater contra uma árvore.
De acordo com testemunhas, o carro ia a uma velocidade menor do que 60 km/h. Mas foi o bastante para Astrid bater de cabeça contra o vidro e cair ensanguentada. Especialistas disseram a morte teria sido imediata. Leopoldo III e seus dois empregados tiveram ferimentos pouco graves. Depois, o automóvel precipitou-se no lago Lucerna, já que estava numa ravina. Parte do carro ficou submersa, como mostram as fotografias. O amigo do rei que estava no outro carro pediu auxílio, porém a ajuda demorou muito tempo.
A notícia da morte da rainha Astrid foi transmitida primeiramente pelo rádio. A imprensa de todo o mundo informou o acidente, mas de forma minuciosa. A imprensa francesa chegou a fazer edições especiais.
O corpo chegou de comboio até Bruxelas, onde foi enterrado no jazigo real da Igreja de Nossa Senhora em Laeken, em 7 de setembro daquele ano. Ao funeral compareceram príncipes, monarcas e chefes de Estado. Os mineiros, que Astrid protegera, seguravam nas mãos suas lanternas e nos pescoços lenços vermelhos para prestar homenagem.
É dito que Leopoldo III, que ficou com três filhos órfãos pequenos, estava completamente devastado durante o funeral. Em 1941, ele casou-se novamente, com a jovem Lilian Baels.
No ano seguinte, construiu-se uma capela em Küssnacht, perto do local onde a rainha Astrid perdeu a vida.
Um memorial foi construído pelo arquitecto Paul Bonduelle em Laeken, Bélgica, e inaugurado a 21 de Julho de 1938. O edifício, que é em estilo neo-clássico tardio, enfrenta a Igreja de Nossa Senhora de Laeken e volta para o Castelo Real de Laeken. No mesmo ano, por iniciativa da Frente dos Veteranos local, um busto de bronze da Rainha foi erguido no Parque Wisterzée em Court-Saint-Étienne, Bélgica, pelo escultor Victor Rousseau.

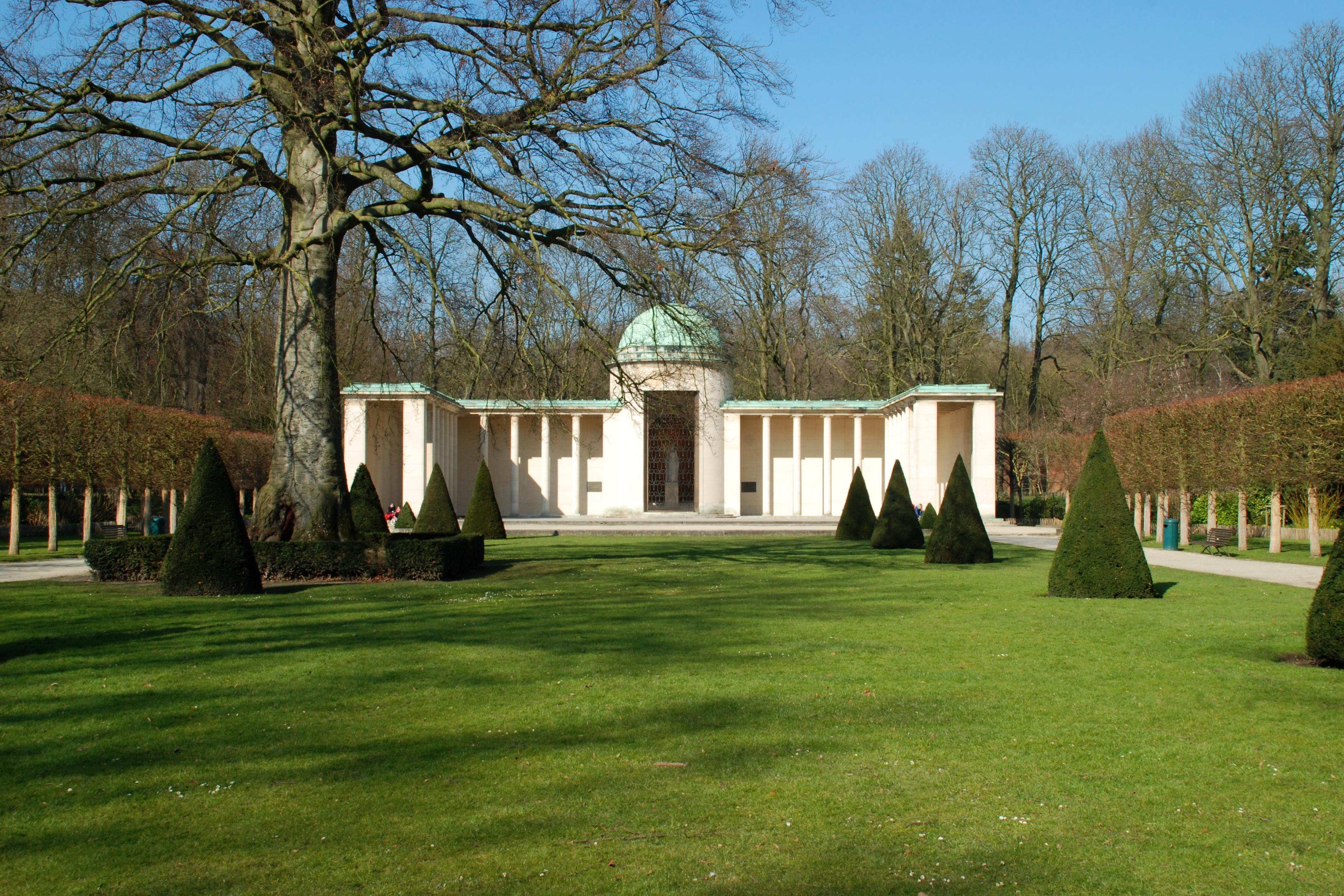
Memorial da Rainha Astrid em Laeken (arquitecto Paul Bonduelle, 1938).
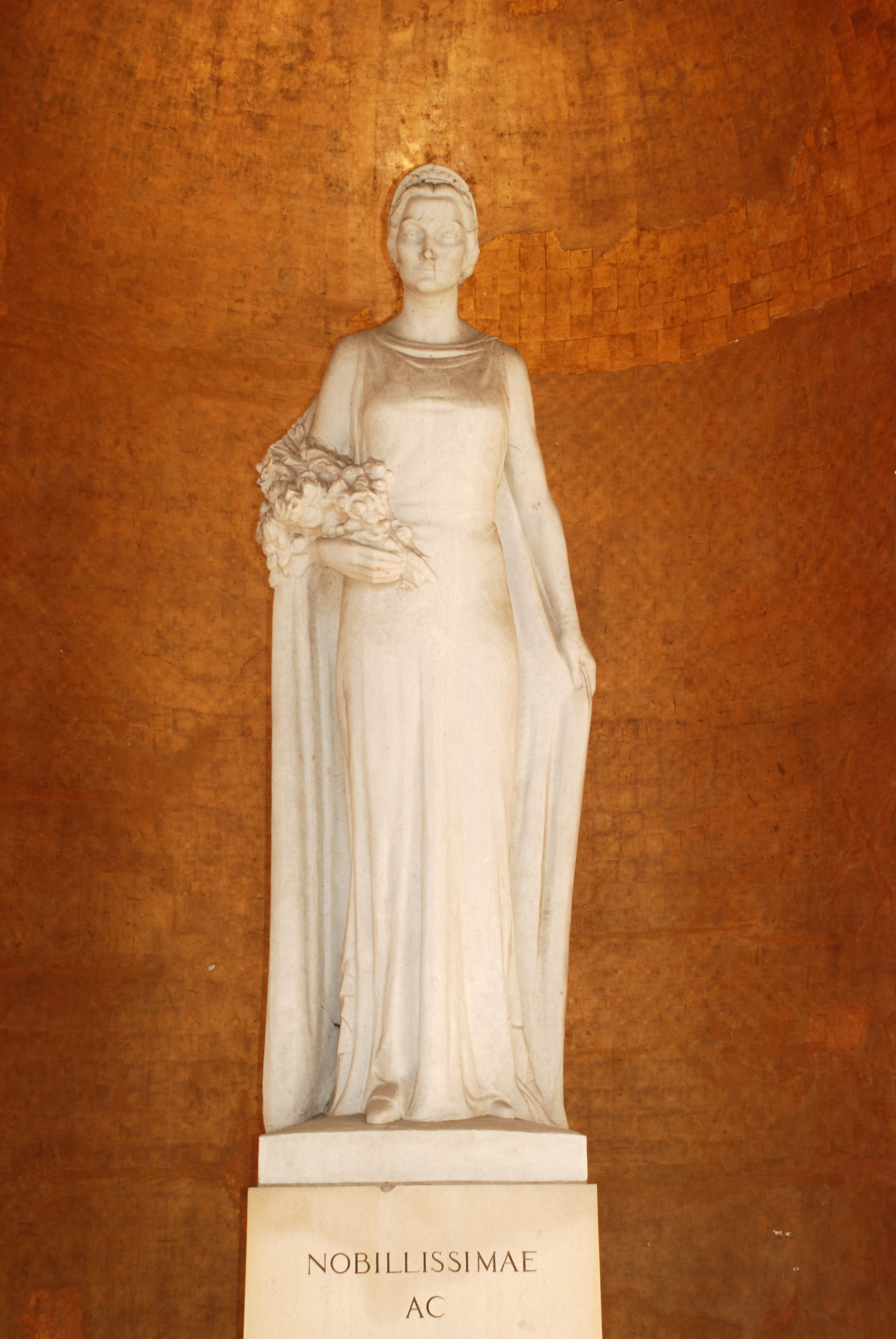
Estátua da Rainha Astrid (Memorial em Laeken).
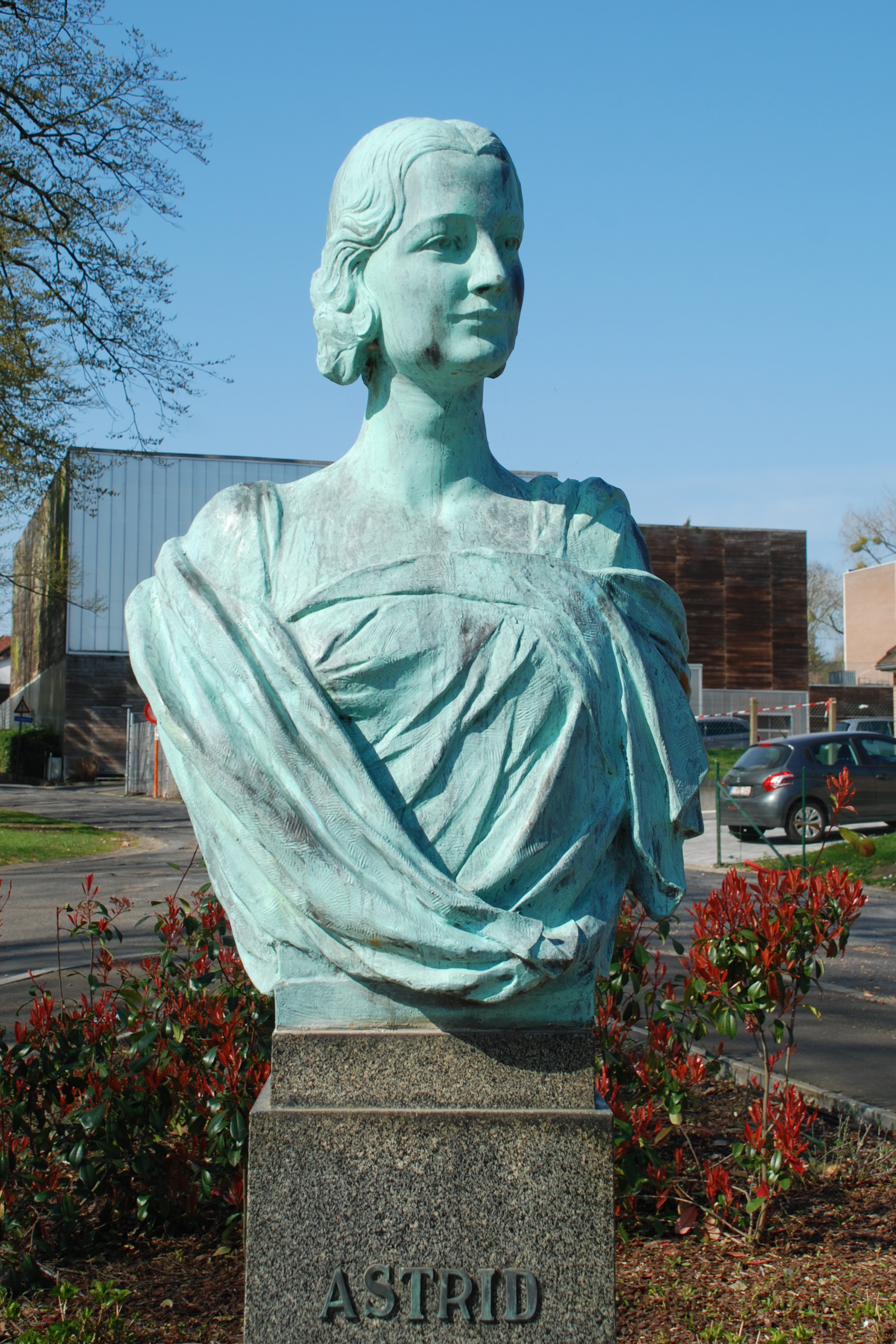
Busto de bronze da Rainha Astrid in Court-Saint-Étienne (Victor Rousseau, 1938).

## Títulos, estilos, honras e armas

### Títulos e estilos
- 17 de novembro de 1905 - 10 de novembro de 1926: Sua Alteza Real, a Princesa Astrid da Suécia;
- 10 de novembro de 1926 - 17 de fevereiro de 1934: Sua Alteza Real, a Princesa Herdeira da Bélgica, Duquesa de Brabante;
- 23 de fevereiro de 1934 - 29 de agosto de 1935: Sua Majestade, a Rainha dos Belgas.

### Armas
| Brasão Alliance de Armas do Rei Leopoldo III e Rainha Astrid da Bélgica | Monograma Real da Rainha Astrid da Bélgica |